# Johannes von Velen
Johannes von Velen (* 1556; † August 1616 in Münster) war Domherr in Münster und Münsterischer Landrat.

## Herkunft und Familie
Johannes von Velen entstammte als Sohn des Hermann von Velen und seiner Gemahlin Maria (Margaretha) von Morrien (1523–1596) der westfälischen Adelsfamilie von Velen. Seine Geschwister waren
- Adrian (1540–1594, Domherr in Münster und Osnabrück)
- Alexander (1556–1630, Hofmarschall und Amtsdroste)
- Reiner († 1561, Domvikar, Vicedominus)
- die Kanonissen Elisabeth, Sophia, Anna und Agnes

Durch eine erfolgreiche Vermögensbewirtschaftung des Vaters war es möglich geworden, Johannes und alle seine Geschwister mit Pfründen zu versorgen.

## Leben
Johannes von Velen studierte 1573/1574 an der Universität Bologna. Er erhielt eine Dompräbende in Münster. Am 18. November 1581 kam er nach dem Tode des Bitter von Raesfeld in den Besitz der Domküsterei mit dem dazu gehörigen Archidiakonat Winterswijk. Mit großem Eifer verfolgte er hier das Ziel, das katholische Kirchenregiment wiederherzustellen. Er hatte allerdings nur wenig Erfolg, denn das Gebiet gehörte zu den Vereinigten Provinzen. Zum münsterschen Landrat wurde er am 7. März 1590 bestallt und weilte als Gesandter des Kurfürsten im Juli 1594 auf dem Reichstag in Regensburg.
Johannes von Velen wurde im Dom zu Münster bestattet. Seine Grabplatte befindet sich im nördlichen Seitenschiff.